# Marcos Senesi
Marcos Nicolás Senesi Barón (ur. 10 maja 1997 w Concordia) – argentyński piłkarz pochodzenia włoskiego występujący na pozycji środkowego obrońcy, reprezentant kraju, od 2022 roku zawodnik angielskiego Bournemouth.